# Salâh Ud Dîn At Tijânî
 (décembre 2017).
Al-Imam Salah ad-Dîn Ibn Mahmûd al-Hasni al-Hasani al-Qurayshi at-Tijani al-Misri (صلاح الدين إبن محمود الحسني الحسيني التجاني المصري) est un imam mujtahid égyptien et spécialiste du hadith affilié à l'école théologique asharite, à l'école de jurisprudence malikite, et à la voie spirituelle tijanite. Il est également chirurgien orthopédique et professeur de médecine à la Faculty of Medicine Kasr Al Ainy du Caire.

## Enfance et apprentissage

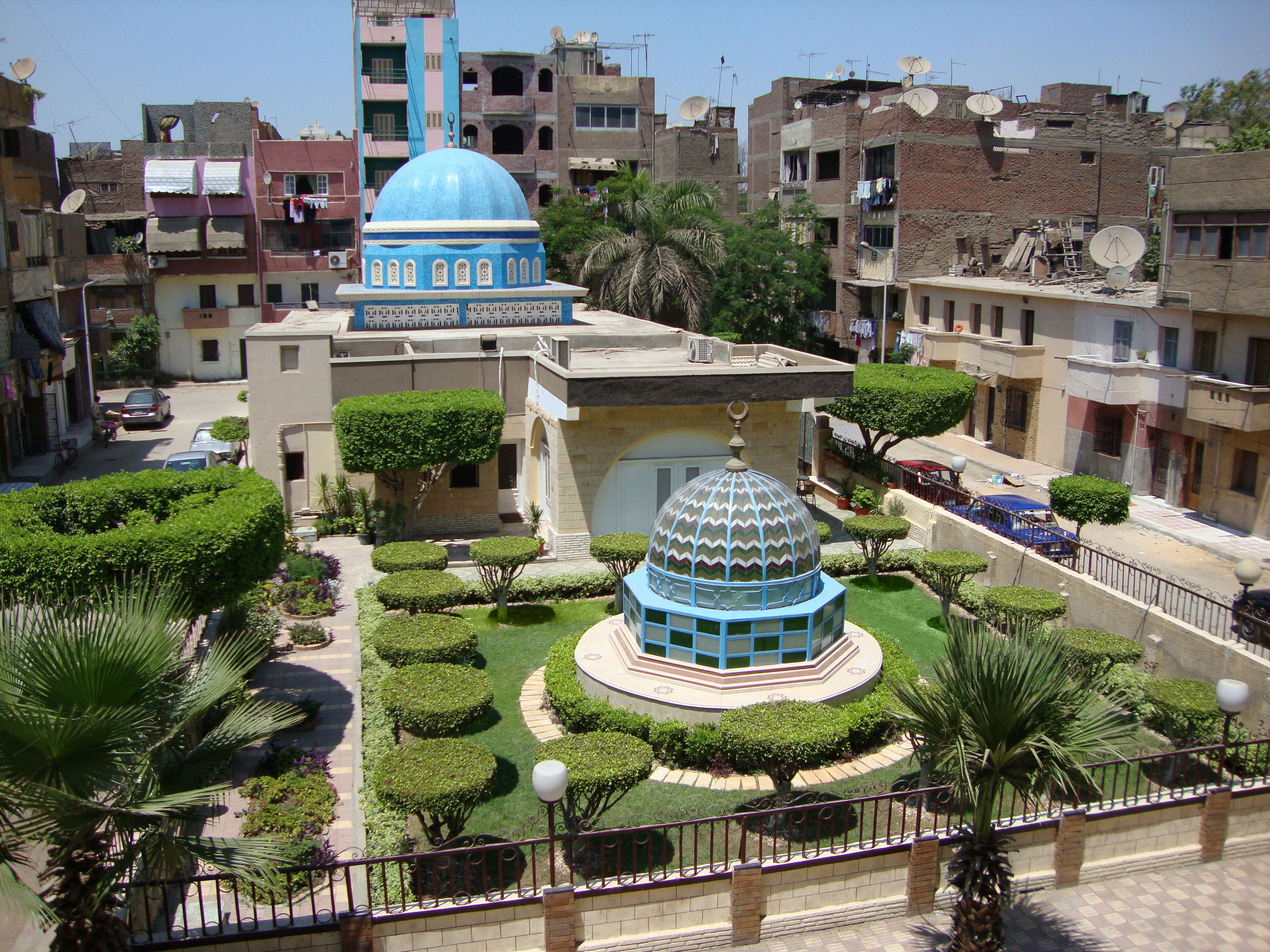
Zawiya de Embaba et sa bibliothèque (édifiées au Caire en Egypte par l'imam Salah Ud Din At Tijani)

Il naquit le 12 juin 1958 au Caire, dans le quartier de Said Zaynab, au sein d'une famille de descendants du prophète de l'islam Mahomet à travers l'imam Al Hasan Ibn Ali Ibn Abi Talib. Son père, l'imam Mahmud Al Hasani, était un savant et professeur de l'Université al-Azhar, et lui apprit les bases du savoir islamique, notamment le Coran et ses sciences connexes. Alors âgé de 15 ans, il accomplit son Hajj pour la première fois, et à 17 ans, il obtint plusieurs diplômes et distinctions dans les domaines de la récitation et de l'exégèse coranique, du hadith et de la jurisprudence malikite, ainsi qu'écrit plusieurs épîtres sur ces mêmes sujets. Âgé de 18 ans, il vit le prophète Mahomet à l'état de veille qui lui ordonna de s'affilier à la Tarîqah Tijâniyyah, puis à l'âge de 20 ans, de construire une zaouïa qui permettrait à tout un chacun d'apprendre l'islam et de le pratiquer sereinement. Cette dernière est construite dans le quartier de Embaba, au Caire, et dispose d'une bibliothèque en libre accès pour laquelle le sheykh Salah Ud Din s'est évertué à recenser les grands classiques de la littérature sunnite, afin d'en faire profiter quiconque souhaiterait les consulter, mettant un point d'honneur à ce que les musulmans se réapproprient la connaissance de leur religion.
Au fil des années, il deviendra maître dans les quatre écoles de jurisprudence sunnite (hanafite, malikite, shafiite, et hanbalite), maîtrisant par ailleurs les avis juridiques rapportés des écoles juridiques disparues, comme l'école de Daoud el-Zahiri, Sufyan Ath Thawri, ou encore Abu Amr Al Awzai, et atteindra le rang de mujtahid : juriste indépendant capable de délivrer la fatwa directement à partir du Coran et de la sunna. Il mémorisa également le Coran d'après ses 10 modes de récitations différents.

## Maîtres
Parmi ses principaux maîtres figurent :
- Muhammad Ul Hafiz At Tijani Al Misri Al Hasani (m.1978).
- Abu-l-Fayd Muhammad Ya Sin Ibn Muhammad Isa Al Fadani Al Makki (m.1990).
- Abu Al Ala Idris Ibn Al Abid Al Iraqi Al Husayni (m.2009).
- Abdu Llah Ibn Muhammad Ibn As Siddiq Al Ghumari Al Hasani (m.1993).
- Ibrahim Salih Ibn Yunus Al Husayni.
- Muhammad Adam An Nafadi At Tijani (m.2014).
- Muhammad Ibn Ibrahim Al Mubarak Al Maliki.
- Abd Us Salam An Nabulusi Ash Shafii.
- Abu Bakr Al Hanbali Al Ahsai.
- Ahmad Ibn Muhammad Ad Dahlawî As Saghir Al Hanafi.
- Ahmad Ibn Abd Il Aziz Ibn Ahmad Ibn Muhammad Az Zayyat.
- Abuû Muhammad Ibn Ibrahim Al Hamadani.

## Ouvrages
Le sheikh Salah Ud Din At Tijani est un écrivain prolifique, ayant écrit des ouvrages dans divers domaines de science, dont certains en plusieurs volumes renfermant une somme de plusieurs épîtres réunies en un seul ouvrage. Parmi ceux-ci se trouve :
- Kunûz Ul Qur°ân (3 vol.)
- Tafsîr Ul Qur°ân Il Karîm In Nashâ° (9 vol.)
- Kunûz Ul Hadîth (2 vol.)
- Al Anfâs Min Kalâm Sayyid In Nâs - salla Llâhu 'alayhi wa sallam (2 vol.)
- Anâ Muhammad Wa Anâ Ahmad (2 vol.)
- Kunûz Ul 'Asharah (10 vol.)
- Al Lu°lu° Wa-l-Marjân Fî Tafsîr Is Sunnat Il Qur°ân (3 vol.)
- An Nûr Fî 'Aqîdat Il Akâbir
- Kunûz Ul Haqâ°iq (4 vol.)
- Ashrât Us Sâ'ah
- Kunûz Ul Fiqh
- Kunûz Ul Balâghah
- 'Azîm Fadl Il Ummat Il Muhammadiyyah
- Hawâtif Ul Haqq
- Nahr Un Nûr (2 vol.)
- Rahîq Ul Makhtûm Fî Tarîqat Il Qutb Il Maktûm (5 vol.)
- 'Ayn Ul Hayât
- Dîwân Sultân Ul 'Âshiqîn 'Umar Ibn Al Fârid
- Al Kunûz Fî Masâ°il Is Sûfiyyah
- Bahr Ul Hubb
- Mawâkib Ul Hubb
- An Nûr Fî Tarîqat It Tijâniyyah
- Kunûz Ul Fiqh

L'intégralité de ces livres fut mise en ligne sur le site web du sheikh Salah Ud Din At Tijani, et plusieurs d'entre eux sont également édités en format papier.